# 立憲民主黨 (俄羅斯)
立憲民主黨（羅馬化：Konstitutsionnaya Demokraticheskaya），又称人民自由党，是俄罗斯历史上的一个政党，成立于1905年。该党由自由主義知识分子、中產階級和地方自治局人士所組成，主張在俄國成立一個英國式的君主立憲制，政治由議會主導，配以成年男子普選權和部長責任制，主要领袖有彼得·斯特鲁维、帕维尔·米留科夫等。
在俄羅斯帝國国家杜马中该党作为自由派的反对党出现，代表俄国的资产阶级和中等地主既反对沙皇的专制制度也反对社會民主工黨和社会革命党的社会革命纲领。
在1917年俄国二月革命之后该党一度成为支持临时政府的主要政党，李沃夫王公出任总理。但该党拒绝（以各种方法拖延）召开立宪会议，继续战争，很快失去支持。十月革命临时政府垮台后，布尔什维克政权未立即取缔该党。1917年11月末该党公开支持阿列克谢·卡列金将军的武装反抗的准备工作，被宣布为“人民敌人的党”，并被苏俄人民委员会的法令所禁止。党中央委员会流亡巴黎，后分裂，作为统一的党不复存在。但一些立宪民主党代表仍被选进了立宪会议，17名该党代表出席了立宪会议。立宪民主党的机关报《俄罗斯自由报》仍公开出版发行。